# Kunstleria geesinkii
Kunstleria geesinkii är en ärtväxtart som beskrevs av Ridd.-num. och Kornet. Kunstleria geesinkii ingår i släktet Kunstleria och familjen ärtväxter. Inga underarter finns listade i Catalogue of Life.